# Alberto Vázquez-Figueroa

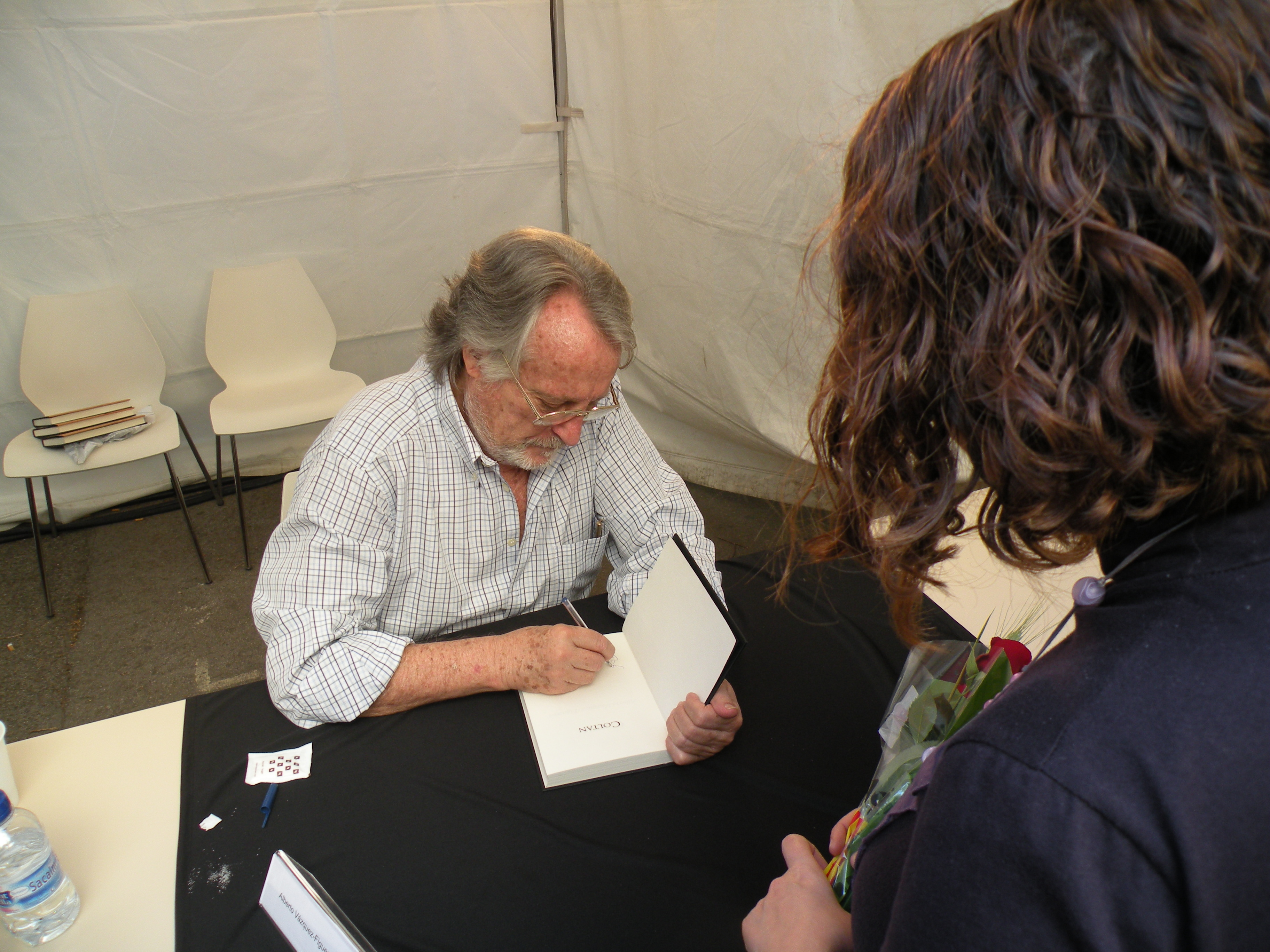
Alberto Vázquez-Figueroa při podpisu své knihy

Alberto Vázquez-Figueroa (* 11. října 1936, Santa Cruz de Tenerife, Kanárské ostrovy) je současný španělský spisovatel a novinář. Strávil podstatnou část svého dětství na území Španělské Sahary.

## Publikační činnost

### Překlady v češtině
- Vázquez-Figueroa, A. Tuareg. Frýdek-Místek: Alpress, 1981/2002. 306 S. Překlad: Pavel Kaas. ISBN 80-7218-757-0. (Příběh pojednává o bojovníku z kmene Tuaregů.)
- Vázquez-Figueroa, A. Inka. Frýdek-Místek: Alpress, 2004/2006. 197 S. Překlad: Petr Koutný. ISBN 80-7362-167-3. (Dílo pojednává o jedné lásce zasazené do období říše Inků.)